# St. Blasius (Reichenbach)

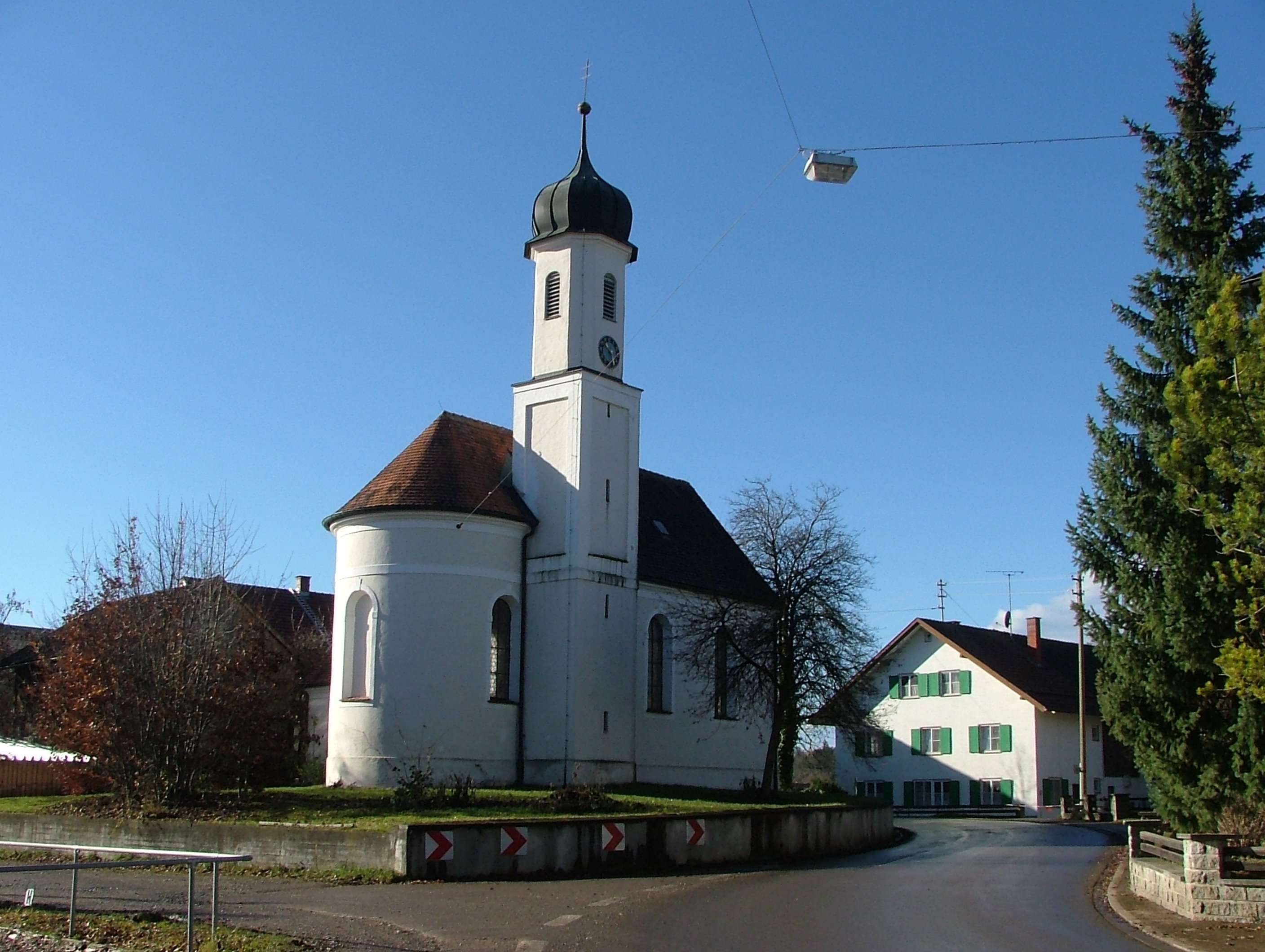
St. Blasius in Reichenbach

Die römisch-katholische Filialkirche St. Blasius steht in Reichenbach, einem Gemeindeteil von Stöttwang im schwäbischen Landkreis Ostallgäu in Bayern. Das denkmalgeschützte Bauwerk ist in der Liste der Baudenkmäler in Stöttwang unter der Nr. D-7-77-172-12 eingetragen. Das Patrozinium hat Blasius von Sebaste. Die Kirche gehört zum Dekanat Kaufbeuren des Bistums Augsburg.

## Beschreibung
Die Saalkirche wurde 1730 nach einem Entwurf von Johann Georg Fischer erbaut. Sie besteht aus einem Langhaus, einem eingezogenen, halbrund geschlossenen Chor im Osten, einer Sakristei an der Südwand und einem Chorflankenturm auf quadratischem Grundriss an der Nordwand des Chors, der mit einem Geschoss mit abgeschrägten Ecken aufgestockt wurde, das die Turmuhr und den Glockenstuhl beherbergt, und das mit einer Zwiebelhaube bedeckt wurde. Der Innenraum des Langhauses ist mit einer Flachdecke überspannt, der des Chors mit einem Stichkappengewölbe. 1856 wurden im Chor und im Langhaus Deckenmalereien eingefügt. Der Hochaltar wurde um 1730 erbaut.